# 严登华
严登华（1976年10月6日—），安徽太湖人，享受国务院政府特殊津贴专家，中国水利水电科学研究院研究员。

## 生平
1998年本科毕业于安徽师范大学地理系，同年考取中国科学院东北地理与农业生态研究所，于2003年获博士学位。随后在中国水利水电科学研究院做博士后研究。2005年入职中国水利水电科学研究院水资源研究所，曾任水资源研究所党支部书记、副所长。现任水利部防洪抗旱减灾工程技术研究中心总工程师、中国水利水电科学研究院遥感技术应用研究所所长。

## 学术贡献
主要从事水安全和水资源研究。主持国家重点研发计划项目、国家自然科学基金重点项目、国家杰出青年基金项目等项目多项，发表论文400余篇，获授权专利200余项。入选“百千万人才工程”国家级人选、科技部“中青年科技领军人才”、国家“万人计划”科技领军人才等人才专项，荣获国家“有突出贡献的中青年专家”、全国“青年岗位能手”等荣誉称号。

## 奖项和荣誉
- 2006年，获国家科技进步二等奖（第八完成人）[3]
- 2010年，获“全国优秀科技工作者”称号
- 2011年，获第十二届“中国青年科技奖”
- 2014年，获中国分析测试协会科学技术二等奖（第二完成人）[4]
- 2015年，获大禹水利科学技术特等奖（第一完成人）[5]
- 2017年，获中国分析测试协会科学技术一等奖（第三完成人）[6]
- 2018年，获国家科技进步二等奖（第一完成人）[7]
- 2021年，获何梁何利基金科学与技术创新奖[8]
- 2024年，获“全国五一劳动奖章”荣誉称号[9]
- 2025年，获“全国先进工作者”称号[10]